# 농구의 포지션
농구의 포지션(Basketball positions)은 크게 가드, 포워드, 센터로 나뉜다. 더 세부적으로는, 포인트 가드, 슈팅 가드, 가드  스몰 포워드, 파워 포워드,포워드 그리고 센터 등 다섯 종류의 포지션으로 나뉜다.